# Kamalakara
Kamalakara, indijski astronom in matematik, * 1616, Benares, Indija, † 1700, Indija.
Njegov oče je bil Nrsimha, rojen leta 1586. Kamalakarova družina je bila družina astronomov. Tudi njegova dva brata sta bila astronoma in matematika, Divakara, najstarejši od bratov, rojen leta 1606, in mlajši brat Ranganatha.
Kamalakara je leta 1658 napisal delo Siddhanta-tattva-viveka in drug tolmač Surjasiddhante, Vasanabhasja. Združil je tradicionalno indijsko astronomijo z aristotelsko fiziko in ptolemejsko astronomijo, ki so jo predstavili islamski znanstveniki, še posebej Ulug Beg.